# (5855) Yukitsuna
(5855) Yukitsuna (1992 UO2) – planetoida z grupy pasa głównego asteroid okrążająca Słońce w ciągu 4,08 lat w średniej odległości 2,55 j.a. Odkryta 26 października 1992 roku.